# Mediolanum (trein)
De Mediolanum is een internationale trein op verbindingen met de Italiaanse stad Milaan. De Mediolanum heeft zijn naam te danken aan de Latijnse naam voor Milaan.

## Inleiding
De Mediolanum is in 1957 als TEE op de verbinding Milaan - München in de dienstregeling opgenomen. In 1984 werd de treindienst, tot de start van het EuroCitynet in 1987, als intercity voortgezet. In 2001 verscheen de Mediolanum opnieuw in de dienstregeling, nu echter op de verbinding Milaan - Bazel.

## Trans Europ Express

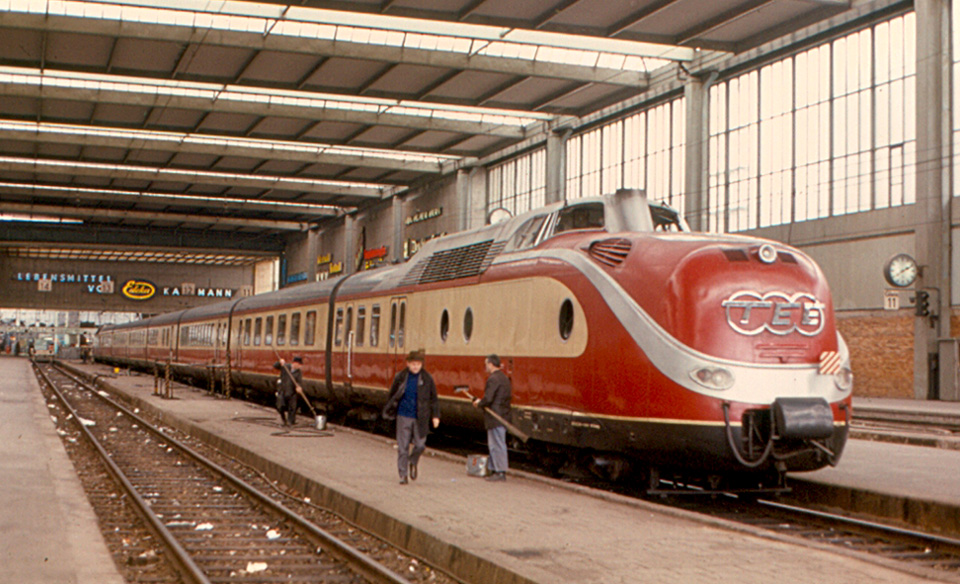
TEE Mediolanum (1970)

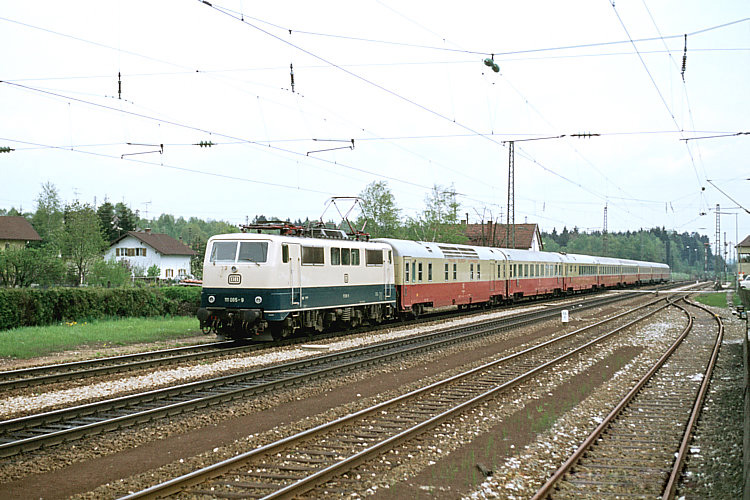
TEE Mediolanum (1977)

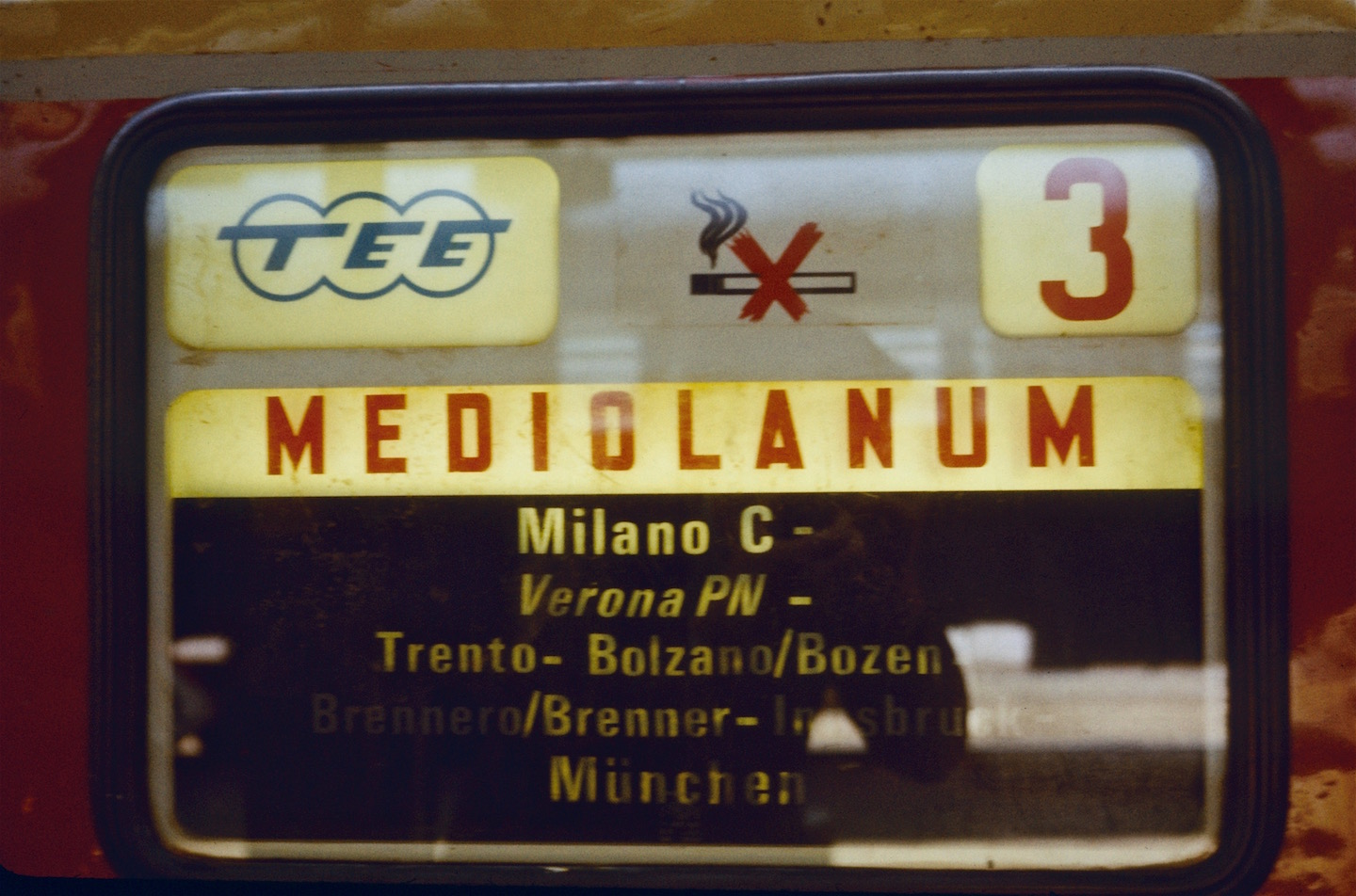
Aanmelden in een treinwagon (1982)

De Mediolanum was een van de treinen die in 1957 bij de start van het TEE-net zou gaan rijden. Omdat de Italiaanse treinstellen echter te laat werden afgeleverd kon de dienst pas op 15 oktober 1957 van start gaan. De bestaande sneltreinen over de Brennerpas legden het traject af in 11 uur, de TEE iets minder dan zeven. De Mediolanum reed vanaf 15 oktober 1957 onder treinnummer 393 van Milaan naar Verona. Na het kopmaken in Verona werd de reis onder treinnummer 394 voortgezet naar de Brenner. In Oostenrijk reed de trein als TS 76 en uiteindelijk werd onder nummer TEE 76 München bereikt. Na een pauze van bijna twee uur ging het onder nummer TEE 75 terug richting Milaan, in Oostenrijk reed de trein als TS 75 en in Italië werd tussen de Brenner en Verona onder nummer 395 gereden. Het laatste deel naar Milaan werd als trein 396 afgelegd. Op 31 mei 1959 werden in Duitsland en Oostenrijk de nummers 76 gewijzigd in 74. Op 29 mei 1960 werd in Italië treinnummer 396 gewijzigd in VM en trein 393 volgde op 27 mei 1962 met een wijziging in MV. Deze letter aanduiding werd op 30 mei 1965 teruggedraaid. Vanaf 24 september 1967 kreeg de trein één nummer per richting in alle drie de landen. TEE 17 reed van noord naar zuid TEE 18 van zuid naar noord. De Europese treinnummering die op 23 mei 1971 is ingevoerd, betekende voor de Mediolanum een nieuwe wijziging. TEE 17 werd TEE 85 en TEE 18 werd TEE 84. De Italiaanse eigenaardigheid dat na het kopmaken ook het treinnummer wijzigt keerde terug, zodat de rit van Verona naar Milaan als TEE 86 en omgekeerd als TEE 83 werd afgelegd.

### Rollend materieel
In oktober 1957 werd gestart met de ALn 442-448 treinstellen van de FS. Al snel bleek dat deze treinstellen moeite hadden met de klim over de Brennerpas en dus ook met het aanhouden van de dienstregeling. Bovendien was het comfort ook minder dan verwacht.
Toen in Duitsland voldoende TEE-treinen op getrokken rijtuigen waren overgegaan konden de vrijgekomen VT 11.5 / 601 treinstellen van de DB, met ingang van de zomerdienst 1969, de Aln 442-448 treinstellen vervangen. Op 21 augustus 1972 werd ook voor de Mediolanum overgeschakeld op elektrische tractie en getrokken rijtuigen.

#### Tractie
De FS reed met haar E 444 (schildpad) tot aan de Brenner waar de DB de trein met haar serie 110 overnam voor de rit door Oostenrijk en Duitsland. Later werd ook de serie 1044 van de Oostenrijkse spoorwegen ingezet

#### Rijtuigen
De rijtuigen waren van de Gran Conforto-serie van FIAT. Deze waren voor de internationale -lees TEE- dienst voorzien van een generatorrijtuig waarin een omvormer was geplaatst voor de stroomvoorziening van het boordnet. Daarnaast waren zowel salon-als coupérijtuigen en een restauratierijtuig aanwezig.

### Route en dienstregeling
De eerste zomer van de Mediolanum bracht al een extra stop voor toeristen op weg naar het Gardameer. Gedurende de zomers van 1958 tot en met 1968 stopte de trein in Rovereto, na een onderbreking van drie jaar stopte de trein van 1972 tot en met 1975 wederom zomers in Rovereto. Na nog een keer in de zomer van 1978 werd vanaf 30 september 1979 de stop in Rovereto permanent en werd nog een stop in Brescia toegevoegd.
TEE 85 / 84 in 1971, let op dat het destijds in Italië een uur later was dan in Oostenrijk.
| TEE 85 | land       | station         | km  | TEE 84 |
| ------ | ---------- | --------------- | --- | ------ |
| 15:45  | Duitsland  | München         | 0   | 13:55  |
| 16:44  | Oostenrijk | Kufstein        | 99  | 12:54  |
| 17:28  | Oostenrijk | Innsbruck       | 173 | 12:12  |
| 18:09  | Oostenrijk | Brenner         | 210 | 11:35  |
| 20:29  | Italië     | Bolzano         | 300 | 11:09  |
| 21:00  | Italië     | Trento          | 355 | 10:37  |
| 21:57  | Italië     | Verona PN       | 447 | 09:41  |
| 23:24  | Italië     | Milano Centrale | 595 | 08:15  |

De TEE-Mediolanum reed voor het laatst op 2 juni 1984, op 3 juni 1984 werd de trein vervangen door een naamloze InterCity. Deze intercity volgde tussen Milaan en München dezelfde route als de TEE, maar reed aan de noordzijde van en naar Dortmund. Deze intercity werd op 31 mei 1987 vervangen door de EuroCity Leonardo da Vinci

## InterCity
Op 10 juni 2001 keerde de Mediolanum terug in de dienstregeling, nu als InterCity tussen Milaan en Basel. De IC 253,254 Mediolanum was samengesteld uit rijtuigen van SBB en reed via de Gotthard-route en Luzern, het traject van de vroegere Gotthard Express.

## EuroCity
In 2004 werd de exploitatie overgedaan aan Cisalpino en vanaf 12 december reed de Mediolanum als EC 115,116 tussen Basel en Milaan. Cisalpino zette hiervoor ETR 470 treinstellen in.

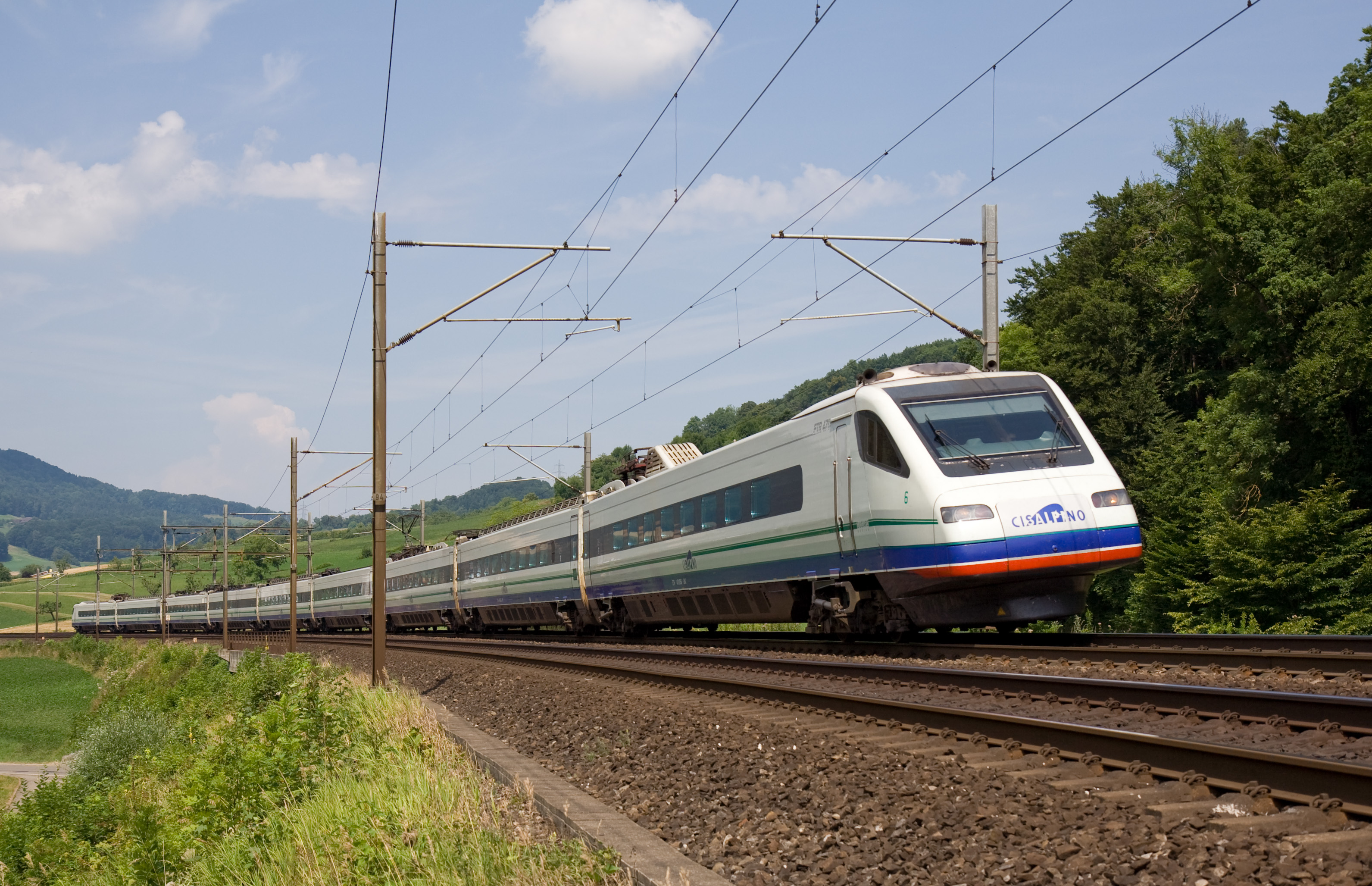
Cisalpino ETR 470 bij de Untere Hauenstein, tussen Basel en Olten (2008)

### Route en dienstregeling
| EC 115 | land        | station         | km  | EC 116 |
| ------ | ----------- | --------------- | --- | ------ |
| 11:04  | Zwitserland | Basel SBB       | 0   | 23:51  |
| 11:32  | Zwitserland | Olten           | 39  | 23:25  |
| 12:21  | Zwitserland | Luzern          | 96  | 22:38  |
| 12:47  | Zwitserland | Arth-Goldau     | 124 | 22:09  |
| ↓      | Zwitserland | Flüelen         | 147 | 21:49  |
| ↓      | Zwitserland | Göschenen       | 185 | 21:19  |
| ↓      | Zwitserland | Airolo          | 201 | 21:08  |
| ↓      | Zwitserland | Faido           | 221 | 20:49  |
| ↓      | Zwitserland | Biasca          | 247 | 20:28  |
| 14:36  | Zwitserland | Bellinzona      | 266 | 20:14  |
| 15:03  | Zwitserland | Lugano          | 295 | 19:42  |
| 15:28  | Zwitserland | Chiasso         | 321 | 19:10  |
| 15:52  | Italië      | Como            | 326 | 19:05  |
| 16:35  | Italië      | Milano Centrale | 372 | 18:25  |